# Patrick Frydkjær
Patrick Boje Frydkjær  (født 19. marts 2005 i Fensmark) er en cykelrytter fra Danmark, der kører for Lidl-Trek Future Racing.

## Karriere
Efter at have kørt i syv år for barndomsklubben Næstved Bicycle Club, skiftede Patrick Frydkjær fra starten af 2022 til eliteteamet Team NPV-Carl Ras Roskilde Junior. I 2022 var han også en del af det danske U19-landshold i landevejscykling.
I april 2023 blev han en samlet vinder af det belgiske etapeløb Ster van Zuid-Limburg, efter at han også vandt løbets prolog.

## Meritter
2022
1. plads, 2. etape af Tour de Himmelfart
2. plads, Campione Pinse Cup - Silkeborg
5. plads, Ster van Zuid-Limburg
3. plads, prolog
2023
 Samlet vinder af Ster van Zuid-Limburg
1. plads, prolog
3. plads, 3. etape
 Pointkonkurrencen
2. plads samlet ved Saarland Trofeo
Vinder af 1. etape
1. plads, Meldgaardløbet
2. plads, Omloop van Borsele Juniors
2024
Samlet vinder af Campione Pinse Cup
2025
2. plads, Gent-Wevelgem U23
2. plads, 4. etape af Giro Next Gen
3. plads samlet ved Circuit des Ardennes
1. plads, 1. etape